# Galerie Ra
Galerie Ra is een galerie voor hedendaagse sieraden in Amsterdam. De galerie bestaat sinds oktober 1976 en werd opgericht door sieraadontwerper Paul Derrez.
In Galerie Ra wordt werk getoond van Nederlandse en buitenlandse edelsmeden, sieraadontwerpers en vormgevers, zoals Gésine Hackenberg, Herman Hermsen, Susanne Klemm, Esther Knobel, Nel Linssen, Floor Mommersteeg, en Lam de Wolf. De galerie is genoemd naar de Egyptische zonnegod.
De galerie neemt jaarlijks deel aan verschillende internationale kunstbeurzen zoals de KunstRAI in Amsterdam, Frame in München en Collect in Londen.

## Geschiedenis
Derrez begon de galerie een jaar na de sluiting van Galerie Sieraad, waar hij tijdens zijn studie in Schoonhoven stage had gelopen. In de beginjaren toonde Galerie Ra vooral werk van onedele materialen zoals kunststof, textiel en aluminium. Edelmetalen werden in het kader van de vernieuwing in de kunst in die periode als te traditioneel vermeden.
In 1975 vestigde Derrez zich als edelsmid in het souterrain van zijn woonhuis aan de Lange Leidsedwarsstraat 178 te Amsterdam. Zijn atelier werd zodanig verbouwd dat het ook geschikt bleek als expositieruimte. Omdat Derrez andere galeriehouders had zien worstelen met hun werk als galeriehouder en sieraadontwerper besloot hij de galerie een hogere prioriteit te geven dan zijn werk als ontwerper. Derrez wilde nieuwe ontwikkelingen laten zien, informatie verspreiden en het vakgebied vertegenwoordigen als een intermediair tussen ontwerpers en publiek. De galerie huisde vanaf 1983 aan de Vijzelstraat waar meer expositieruimte beschikbaar was. Het archief van de galerie uit de periode 1970-2004 is overgedragen aan het RKD en beslaat 7 meter. Op 18 september 2010 werd de galerie heropend door Liesbeth den Besten, in een kleinere ruimte aan de Nes in het zogeheten Sieradenkwartier, in de nabijheid van andere sieraadspecialisten als Hans Appenzeller, Lyppens Juweliers en verschillende andere sieradengaleries. Aan de gevel een Confetti decoratie van de hand van Derrez.

## Tentoonstellingen (selectie)
- 1976 - Karel Niehorster, sieraden[8]
- 1976 - Frans van Nieuwenborg + Martijn Wegman, Bruno Ninaber van Eyben, sieraden en industriële producten[8]
- 1976 - Marion Herbst, Jan Tempelman, sieraden[8]
- 1977 - Alfred Tempelman, Paul Derrez, sieraden[9]
- 1977 - Birgit Laken, Onno Boekhoudt, sieraden[8]
- 1977 - Françoise van den Bosch, sieraden en objecten[8]
- 1978 - Marion Herbst, sieraden[8]
- 1978 - Ruudt Peters, sieraden[8]
- 1979 - LeoMat, elektronische sieraden[14]
- 1979 - Maria Hees, Marga Staartjes, sieraden en andere ontwerpen[14]
- 1980 - Paul Derrez, spelden[9]
- 1980 - Joke Brakman, broches[14]
- 1980 - Lous Martin, objecten en sieraden[14]
- 1980 - Mecky van den Brink, sieraden[14]
- 1981 - Birgit Laken, sieraden[14]
- 1981 - Otto Künzli, sieraden[14]
- 1981 - Willem Honing, sieraden en objecten[14]
- 1982 - Paul Derrez[9]
- 1984 - Variaties op een hoofdthema
- 1985 - 7 Gouden ringen
- 1985 - Paul Derrez[9]
- 1986 - 10 Jaar Ra
- 1986 - Marion Herbst, Onverantwoord design
- 1991 - De feestdis[15]
- 1991 - Na Delfts blauw[16]
- 1995 - Everything should fit
- 1995 - Sita Falkena, Mysterious Elegance
- 1996 - Risky Business[9]
- 1996 - Twintig jaar Galerie Ra
- 1997 - Killing Time
- 2001 - Maskerade, 25 jaar Galerie Ra
- 2002 - Lepels/spoons[17][18]
- 2004 - Somethings
- 2006 - Radiant, 30 jaar Ra
- 2007 - Susanne Klemm: Frozen[19]
- 2009 - Still lifes
- 2010 - Georg Dobler Sieraden
- 2011 - Paul Derrez, vessels
- 2011 - Peter Hoogeboom, sieraden
- 2011 - Ra present, 35 jaar Galerie Ra
- 2012 - Johanna Dahm, Enhancement
- 2012 - Lam de Wolf, Eindeloos hetzelfde en geen ogenblik gelijk
- 2012 - The New Silver
- 2013 - Gésine Hackenberg, Daily Delicious
- 2013 - Lam de Wolf, Zegbaar zichtbaar
- 2013 - Noon Passama, sieraden
- 2013 - Peter Hoogeboom, Mater Terra - 4.655 Vessels
- 2013 - Susanne Klemm, Oceanum
- 2014 - Georg Dobler
- 2014 - Luzia Vogt
- 2014 - Sophie Hanagarth
- 2015 - Esther Knobel, Memory Vessels
- 2015 - Karl Fritsch, No Research
- 2015 - Noon Passama, Formal Research
- 2015 - Yonatan Ward, In Case of Emergency